# Клаудіо Лотіто
Клаудіо Лотіто (італ. Claudio Lotito; 9 травня 1957 року, Рим) — італійський підприємець, з 2004 року є власником і президентом італійського футбольного клубу «Лаціо».

## Біографія
Народився у Римі у сім'ї родом із Сан-Лоренцо, села поблизу Аматріче (провінція Рієті). В юності виступав на позиції воротаря за аматорський клуб ASD Amatrice Calcio
Лотіто має диплом класичного ліцею Ugo Foscolo в Альбано-Лаціале по антикознавству і звання бакалавра мистецтв в галузі педагогіки з відзнакою закінченого ним Римського університету Ла Сап'єнца.
У 2006 році Лотіто був відлучений від футболу на два з половиною роки за участь у кальчополі. Він був також визнаний винним в незаконному участі в трансферах Мауро Сарате і Хуліо Рікардо Круса. У підсумку термін дискваліфікації був істотно скорочений.
У 2015 році був удостоєний фінансового Fair Play Award (нагорода асоціації італійських тренерів і некомерційного агентства DGS Sport & Cultura) за грамотне і ретельне управління футбольним клубом.